# ХК Чукарички
Хокејашки клуб Чукарички је клуб хокеја на трави из Београда.
ХК Чукарички је најстарији клуб у Србији у овом спорту.

## Историја
Клуб је основан фебруара 1949. године у оквиру спортског друштва Чукарички на иницијативу студената ДИФ-а из Београда. Први наступ хокејаша Чукаричког био је 1. и 2. мај 1949. године у Загребу, и то против репрезентације Загреба. На прослави отварања стадиона „Милиционер“, „Чукарички“ је играо под именом репрезентације Београда. Ово гостовање је било велики доживљај, како за вођство пута, тако и за саме играче. „Чукарички“ је ову утакмицу изгубио, која је, ипак, имала само пропагандни карактер.
Највећи успех Чукаричког у Првој лиги Југославије било је освајање другог места 1951. и 1953. године. На прву титулу чекало се читавих 60 година, то се догодило 2011. године. Том приликом првенство су завршили без пораза. Постоји и женска секција овог клуба.

## Успеси
- Национално првенство (1):
  - Првенство СФР Југославије
    - Други (2): 1951, 1953.

  - Првенство Србије
    - Првак (1): 2011.
    - Други (4): 2007, 2008, 2009, 2010.